# Niels Peter Fisker
Niels Peter Fisker, född 9 september 1886 i Hammel, död 26 december 1939 i Frederiksberg, var en dansk politiker.
Niels Peter Fisker var ursprungligen lärare, deltog tidigt i arbetarrörelsen i mellersta Jylland, blev 1924 socialdemokratisk medlem av Folketinget och 1933 direktör för Kongeriget Danmarks Hypoteksbank. Hans stora förhandlingsskicklighet ställde honom i förgrunden under krisen på 1930-talet, då han bland annat genomförde 1931 års förlikning mellan regering och konservativa, 1932 års förlikning mellan de fyra stora partierna och Kanslergadeforliget 1933 mellan regering och Venstre. År 1932 blev han vice ordförande i den socialdemokratiska riksdagsgruppen. Fisker var 1935–1939 minister för offentliga arbeten i regeringen Stauning-Munch.